# Jorge Greiner
Jorge Greiner (Sevilla, 8 de septiembre de 1898-Madrid, 15 de julio de 1956) fue un actor español.

## Biografía
Aunque nació en Sevilla a los pocos días de nacido se traslada a Madrid. Hijo de los actores José Greiner y Luisa Fellú, muy pronto desempeñaría su vocación actoral. Poco antes de ser actor inicio sus primeros años como ferrocarrilero o locutor de radio en programas matutinos.
Interrumpió sus estudios en el bachillerato para debutar en el cine ¡A la orden, mi coronel! (1919) y retomó su inicio cinematográfico, de ahí comenzaría también su actividad en el teatro como actor de variedad, formó parte de la compañía de la actriz María Guerrero, más tarde se integró en Teatro Español de Madrid y actuó en papeles secundarios en sendas adaptaciones de obras de Carlos Arniches y Gregorio Martínez Sierra, en algunas carteleras, también fundó su propia compañía. En los años veinte entre algunos títulos mudos en las que actuó fueron La venganza del marino (1920), Doloretes (1923) y El pobre Valbuena (1923), en la que esterilizo. 
Fue unos de los primeros actores de cine mudo español y llegó a filmar más de cien películas ya que fue uno de los mejores actores del cine español debido a su registro cómico entre sus máximos exponentes más importantes fueron sus personajes de Diego Corrientes (1924) y El conde de Maravillas (1927), tras su intervención en el cine se casó con Lolita Montes en 1929, tuvieron ocho hijos. 
Tuvo la oportunidad de hacer una larga gira en Hispanoamérica, donde tuvo un rotundo éxito. Su carrera se vio interrumpida durante la Guerra Civil Española y no volvería continuar su trayectoria artística hasta una vez finalizada la guerra en 1941, aunque en las décadas siguientes ya dejó de hacer papeles cómicos posteriores aun actuaría en algunas cintas más importantes del cine español y ganando popularidad como: Un marido a precio fijo (1942) y Los últimos de Filipinas (1945), siempre trabajó bajo órdenes con Florián Rey, Luis Lucia, José Luis Sáenz de Heredia, Juan de Orduña, Luis García Berlanga y Juan Antonio Bardem. 
También desarrolló una breve actividad sino como actor también como guionista, productor, escenógrafo y director.
Murió repentinamente en Madrid a los 57 años luego de una extensa carrera artística y dejó inconclusa la obra Mi adorado Juan de Miguel Mihura. Está enterrado en el Cementerio de la Almudena de Madrid.

## Filmografía
- Suspiros de Triana (1955)
- El diablo toca la flauta (1953)
- Vuelo 971 (1953)
- Les amants de Tolède (1953)
- Me quiero casar contigo (1951)
- Sin uniforme (1950)
- Agustina de Aragón (1950)
- Pequeñeces... (1950)
- El hijo de la noche (1950)
- La sombra iluminada (1950)
- La noche del sábado (1950)
- Un soltero difícil (1950)
- Brigada criminal (1950)
- La familia Vila (1950)
- Mi adorado Juan (1950)
- En un rincón de España (1949)
- Una mujer cualquiera (1949)
- Noventa minutos (1949)
- Aventuras de Juan Lucas (1949)
- Siempre vuelven de madrugada (1949)
- El santuario no se rinde (1949)
- Llegada de noche (1949)
- La duquesa de Benamejí (1949)
- Sabela de Cambados (1949)
- La fiesta sigue (1948)
- La calle sin sol (1948)
- La mariposa que voló sobre el mar (1948)
- Doña María la Brava (1948)
- Mi enemigo el doctor (1948)
- Mare nostrum (1948)
- El Marqués de Salamanca (1948)
- Locura de amor (1948)
- La próxima vez que vivamos (1948)
- Las aguas bajan negras (1948)
- El tambor del Bruch (1948)
- Héroes del 95 (1947)
- La princesa de los Ursinos (1947)
- Las inquietudes de Shanti Andía (1947)
- La calumniada (1947)
- Serenata española (1947)
- Fuenteovejuna (1947)
- Mariona Rebull  (1947)
- Noche sin cielo (1947)
- Extraño amanecer (1947)
- La mantilla de Beatriz (1946)
- El emigrado (1946)
- Por el gran premio (1946)
- Noche decisiva (1945)
- El camino de Babel (1945)
- El doncel de la reina (1946)
- Un drama nuevo (1946)
- Cuando llegue la noche (1946)
- Audiencia pública (1946)
- El crimen de la calle de Bordadores (1946)
- El destino se disculpa (1945)
- Los últimos de Filipinas (1945)
- A los pies de usted (1945)
- El rey de las finanzas (1944)
- El fantasma y Doña Juanita (1944)
- Tuvo la culpa Adán (1944)
- Macarena (1944)
- El clavo (1944)
- El hombre que las enamora (1944)
- La vida empieza a medianoche (1944)
- Eugenia de Montijo (1944)
- Empezó en boda (1944)
- Te quiero para mí (1944)
- Ella, él y sus millones (1944)
- El clavo (1944)
- Doce lunas de miel (1944)
- La maja del capote (1944)
- Eloísa está debajo de un almendro  (1943)
- El escándalo (1943)
- Se vende un palacio (1943)
- El abanderado (1943)
- El crucero Baleares (1941)
- Raza (1941)
- Santa Rogelia (1940)
- Siempre mujeres (1942)
- Un marido a precio fijo (1942)
- El crucero Baleares (1941)
- Sarasate (1941)
- Feria en Sevilla (1940)
- El huésped del sevillano (1940)
- Leyenda rota (1939)
- Los hijos de la noche (1939)
- Suspiros de España  (1939)
- Frente de Madrid (1939)
- Carmen, la de Triana (1938)
- Centinela, alerta! (1937)
- La reina mora (1937)
- Quién me quiere a mí? (1936)
- El bailarín y el trabajador (1936)
- La señorita de Trevélez (1936)
- La bien pagá (1935)
- Vidas rotas (1935)
- Madrid se divorcia (1935)
- Dos mujeres y un Don Juan (1934)
- Doce hombres y una mujer (1934)
- Destino de mujer (1934)
- Miguelón, o el último contrabandista (1933)
- El hombre que se reía del amor (1933)
- Una morena y una rubia (1933)
- La pura verdad (1932)
- Entre noche y día (1932)
- ¿Cuándo te suicidas? (1931)
- Un caballero de frac (1931)
- Hay que casar al príncipe (1931)
- El embrujo de Sevilla (1931)
- ¿Conoces a tu mujer? (1931)
- Un hombre de suerte (1930)
- Doña mentiras (1930)
- La bodega (1930)
- El rey que rabió (1929)
- Cuarenta y ocho pesetas de taxi (1929)
- El orgullo de Albacete (1927)
- El conde de Maravillas (1927)
- El negro que tenía el alma blanca (1927)
- Carolina, la niña de plata (1927)
- Una extraña aventura de Luis Candelas (1926)
- Cabrita que tira al monte (1926)
- Currito de la Cruz (1926)
- La alegría del batallón (1926)
- Flor de España o La historia de un torero (1925)
- Rosario, la cortijera (1924)
- A fuerza de arrastrarse (1924)
- Mancha que limpia (1924)
- La mala ley (1923)
- Pobres niños (1923)
- El puñao de rosas (1923)
- Santa Isabel de Ceres (1923)
- La inaccesible (1921)
- Víctima del odio (1921)
- La señorita inútil (1921)
- La venganza del marino (1920)
- ¡Cuidado con los ladrones! (1919)
- A la orden, mi coronel (1919)
- Noche de reyes o El regalo de reyes (1919)